# James Ferguson
James Ferguson (Banffshire, prop de Rothiemay, 25 d'abril de 1710 – 17 de novembre de 1776) era un astrònom escocès i fabricant d'objectes quotidians com ara rellotges.

## Biografia
Ferguson era fill de pares humils. D'acord amb la seva autobiografia, va aprendre a llegir en escoltar el seu pare ensenyant al seu germà més gran, i amb l'ajuda d'una dona vella va poder llegir força bé abans que el seu pare li'n comencés a ensenyar. Després que el seu pare l'ensenyés a escriure, als set anys, se'l va enviar durant tres mesos a l'institut de Keith.

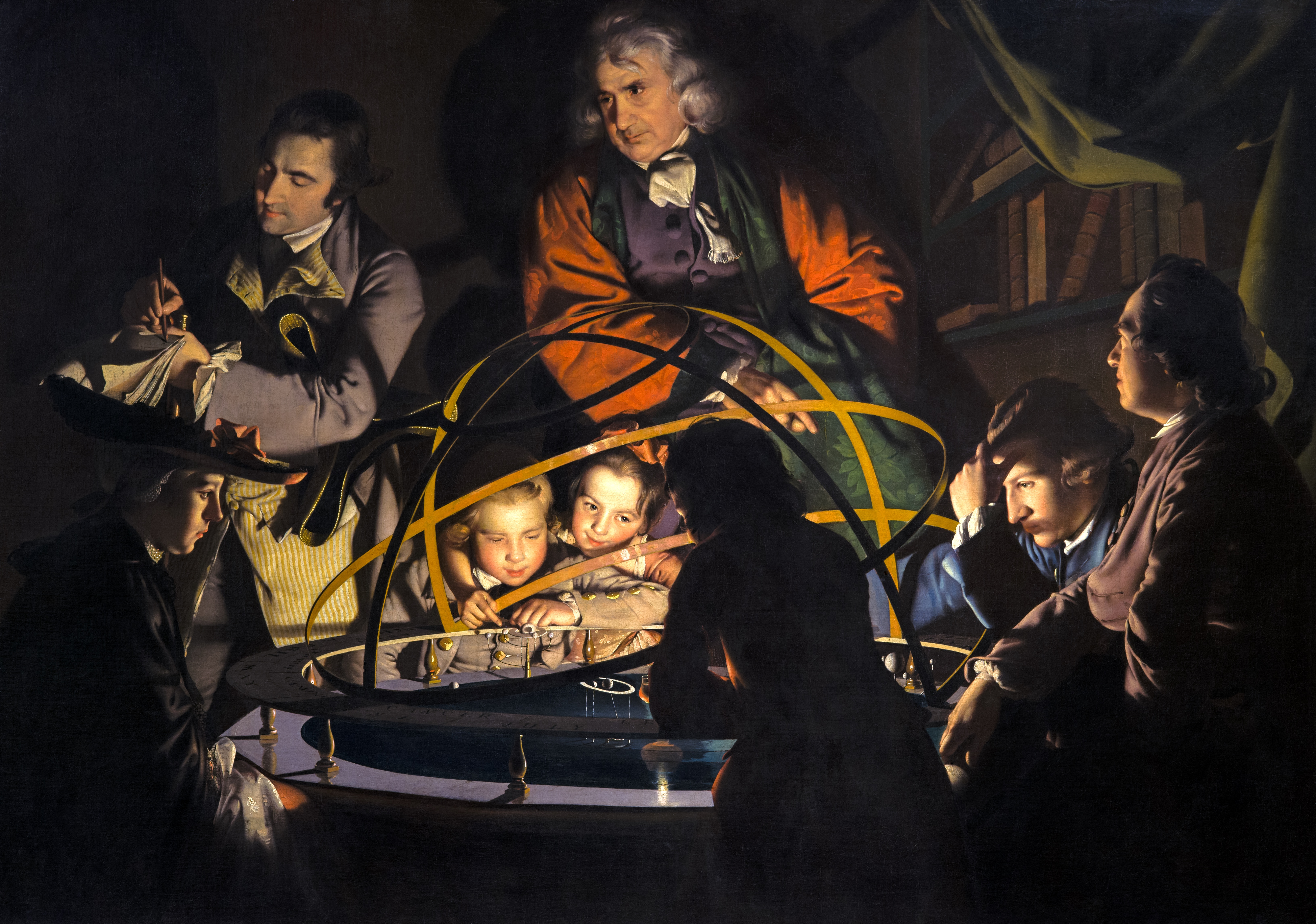
James Ferguson, dret al centre del quadre amb els cabells blancs.

El seu gust per la mecànica el va descobrir accidentalment veient el seu pare fent ús d'una palanca per alçar una part del sostre de la seva casa. Una demostració de força que va excitar la seva ment. El 1720 se'l va enviar a una granja veïna per vigilar ovelles, on s'entretenia fent models de màquines, i de nit estudiava les estrelles. Després va treballar com a criat amb un moliner, i poc després amb un metge. Durant un temps es va trobar amb dificultats que deixaven la seva constitució física feble, obligant-lo a retornar a casa, llavors s'entretenia a fer un rellotge que tenia rodes de fusta i una molla de barba de balena. Quan una mica recuperat va mostrar això i algunes altres invencions a un senyor aquest el va contractava per a netejar els seus rellotges. Ell va començar a dibuixar patrons per a la costura, i el seu èxit en aquest art el va portar a pensar a convertir-se en un pintor.
El 1734 se'n va anar a Edimburg (Escòcia), on va començar a fer retrats en miniatura. D'aquesta manera, ocupat en els seus estudis científics, va tenir diners per a ell mateix i per a la seva família durant molts anys. Posteriorment va anar a Inverness (Escòcia), on va dibuixar el seu Astronomical Rotula for showing the motions of the planets, places of the sun and moon, &c., i el 1743 se n'anava a Londres (Anglaterra), que va convertir-se en casa seva per la resta de la seva vida. Escrivia diversos documents per a la Royal Society, del qual en va esdevenir membre el novembre de 1763. Ideava models astronòmics i mecànics, i el 1748 començava a donar conferències públiques de filosofia experimental. Va repetir aquestes conferències en la majoria de les ciutats principals d'Anglaterra. El seu interès profund en el seu tema, les seves explicacions clares, els seus diagrames ingeniosament construïts i el seu aparell mecànic el convertiren en un dels més reeixits conferenciants populars en temes científics.
Se'l coneix com a inventor d'aparells científics astronòmics i d'altres, com a exemple sorprenent de persona d'autodidacta que reclamava un lloc entre la majoria d'homes notables de ciència del seu país. Durant els últims anys de la seva vida era compensat amb una pensió extraordinària de £50 per part del govern civil. Moria a Londres el 17 de novembre de 1776 i va ser enterrat en el cementiri St. Marylebone ara anomenat East Finchley.

## Treballs
Les publicacions principals de Ferguson són:
- Astronomical Tables (1763)
- Lectures on Select Subjects (primera edició, 1761, editat per Sir David Brewster el 1805)
- Astronomy explained upon Sir Isaac Newton's Principles (1756, editat per Sir David Brewster el 1811)
- Select Mechanical Exercises, amb una petita biografia seva (1773).

La seva autobiografia està inclosa a Life, d'E. Henderson, Ll.D. (primera edició, 1867; 2a, 1870), que també conté una descripció completa de les principals invencions de Ferguson, acompanyades amb il·lustracions. Vegeu també The Story of the Peasant-Boy Philosopher, de Henry Mayhew (1857).